# Eugeniusz Stecz
Eugeniusz Sykstus Stecz (27 marca 1868 we Lwowie, zm. 16 lipca 1940 w Przemyślu) - tytularny generał brygady Wojska Polskiego.

## Życiorys

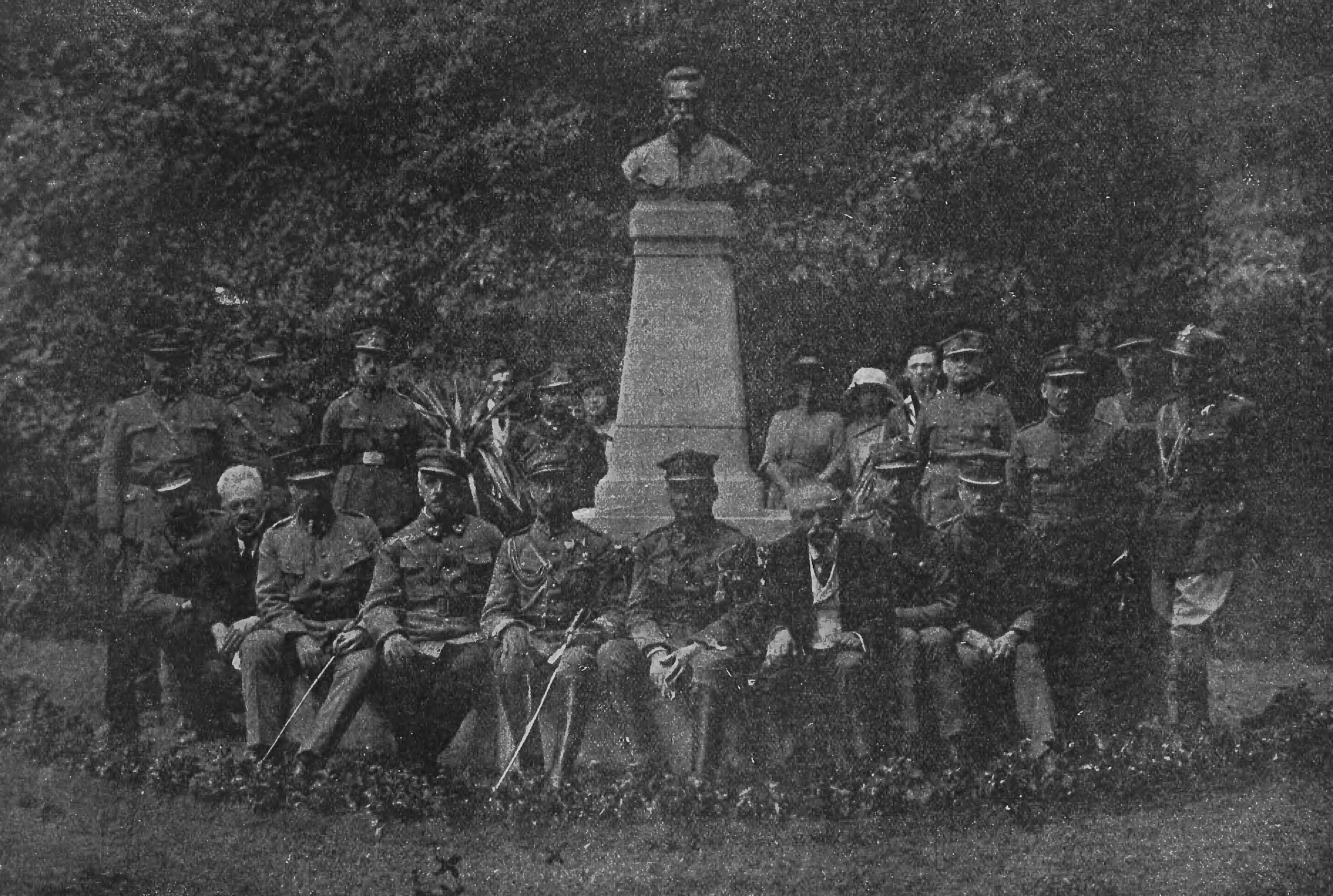
Odsłonięcie popiersie Józefa Piłsudskiego w Przemyślu. Na zdjęciu widoczny płk Stecz

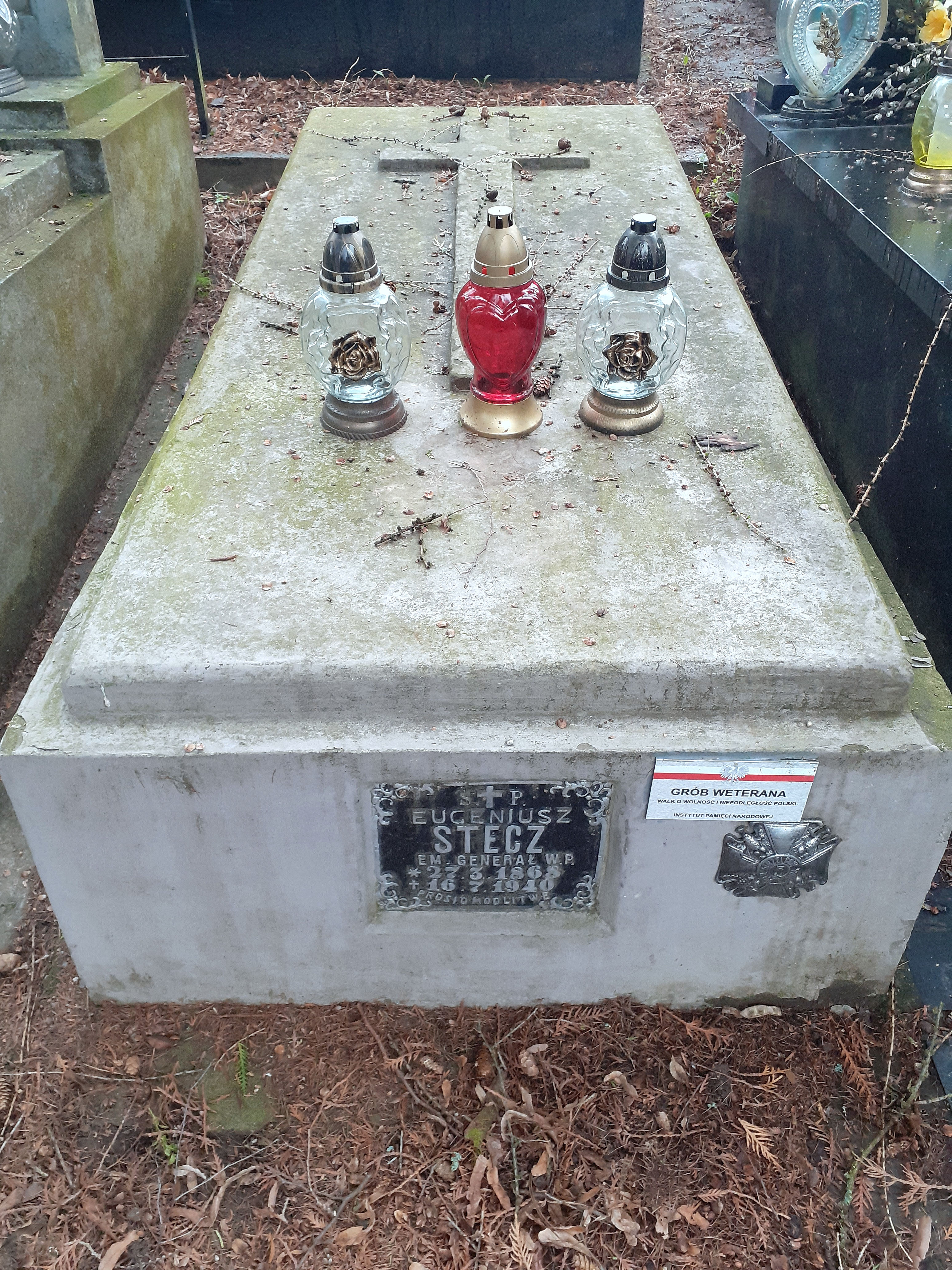
Nagrobek gen. Eugeniusza Stecza

Eugeniusz Sykstus Stecz urodził się 27 marca 1868 roku we Lwowie, w rodzinie Jana i Teofili z Szulców. W 1886 roku złożył maturę w IV Gimnazjum Klasycznym we Lwowie po czym podjął studia w Krajowej Szkole Gospodarstwa Lasowego we Lwowie. W 1888 roku przeniósł się do Wyższej Szkoły Rolniczej w Wiedniu (niem. Hochschule für Bodenkultur). W następnym roku ukończył Szkołę Oficerów Rezerwy Piechoty we Lwowie. 1 stycznia 1890 roku awansował na porucznika (niem. leutnant) rezerwy w 15 Galicyjskim pułku piechoty we Lwowie. 1 października tego roku został przeniesiony w rezerwie do 89 pułku piechoty. 1 maja 1895 roku awansował na starszego porucznika (niem. oberleutnant). Od 1 stycznia do 31 sierpnia 1901 roku był słuchaczem Oficerskiej Szkoły Korpuśnej w Zagrzebiu. 1 maja 1906 roku awansował na kapitana. Od 1 października 1908 roku do 1 października 1909 roku był słuchaczem Wyższej Szkoły Realnej Wojskowej w Morawie. Po jej ukończeniu pełnił służbę w 77 Galicyjskim pułku piechoty w Samborze między innymi na stanowisku oficera do specjalnych poruczeń.
Na początku I wojny światowej walczył na froncie serbskim jako dowódca batalionu 77 pułku piechoty. 9 listopada 1914 roku został ciężko ranny. 1 maja 1915 roku awansował na majora. 19 lipca 1915 roku został przeniesiony na front rosyjski, gdzie walczył jako dowódca batalionu w 253 i 214 pułku piechoty. Od 10 czerwca 1916 roku do 17 lipca 1917 roku przebywał na leczeniu szpitalnym. 1 maja 1917 roku awansował na podpułkownika (niem. oberstleutnant). Od 17 sierpnia 1917 roku do 30 września 1918 roku był c. i k. komendantem powiatu etapowego w Kocmaniu, a następnie w Tłumaczu i Dolinie.
W listopadzie 1918 roku został przyjęty do Wojska Polskiego z zatwierdzeniem posiadanego stopnia podpułkownika i przydzielony do Stacji Zbornej dla Oficerów w Krakowie. Od 20 listopada 1918 roku do 21 stycznia 1919 roku czasowo pełnił obowiązki dowódcy Pułku Piechoty Ziemi Wadowickiej, który w międzyczasie został przemianowany na 12 pułk piechoty. 1 kwietnia 1919 roku został dowódcą Szkoły Podoficerów Okręgu Wojskowego Cieszyn. Od 28 maja 1919 roku czasowo dowodził grupą Frontu Cieszyńskiego na czele, którego stał pułkownik Franciszek Latinik. 25 października 1919 roku objął dowództwo 46 pułku Strzelców Kresowych, który w 1921 roku został przemianowany na 5 pułk Strzelców Podhalańskich. 22 maja 1920 roku został zatwierdzony z dniem 1 kwietnia 1920 roku w stopniu pułkownika piechoty, w grupie oficerów byłej armii austriacko-węgierskiej. Od 29 maja do 10 sierpnia dowodził XXXII Brygadą Piechoty. 1 grudnia 1920 roku został dowódcą Obozu Warownego „Przemyśl”. Od 1 czerwca 1921 roku jego oddziałem macierzystym był 38 pułku piechoty Strzelców Lwowskich w Przemyślu.
Dekretem Naczelnego Wodza z 12 listopada 1922 roku został przeniesiony w stan spoczynku z dniem 1 czerwca 1922 roku w stopniu tytularnego generała brygady i z prawem noszenia munduru. Pozostawiony czasowo w służbie czynnej i przydzielony do Rezerwy Oficerów Sztabowych Dowództwa Okręgu Korpusu Nr X pozostając oficerem nadetatowym 38 pułku piechoty Strzelców Lwowskich w Przemyślu. 26 października 1923 roku Prezydent RP Stanisław Wojciechowski zatwierdził go w stopniu tytularnego generała brygady. Z dniem 1 stycznia 1924 roku Minister Spraw Wojskowych zwolnił go z czynnej służby. Na emeryturze mieszkał w Przemyślu. Tam 16 lipca 1940 roku zmarł i został pochowany na cmentarzu komunalnym Zasanie w Przemyślu (kwatera 4, rząd I, grób 14).
Żonaty z Marią Zofią ze Szczepańskich, z którą miał syna Kazimierza (ur. 18 listopada 1908) i córkę Łucję Eugenię (ur. 22 października 1909). Kazimierz Stecz zmarł 7 września 1942 roku i został pochowany na cmentarzu na Zasaniu (kwatera 4, rząd V, grób 16).

## Ordery i odznaczenia
- Krzyż Walecznych dwukrotnie[13]
- Medal Pamiątkowy za Wojnę 1918-1921 „Polska Swemu Obrońcy”
- Medal Dziesięciolecia Odzyskanej Niepodległości